# Il cugino di Jerry
Il cugino di Jerry (Jerry's Cousin) è un film del 1951 diretto da William Hanna e Joseph Barbera. È il cinquantasettesimo cortometraggio animato della serie Tom & Jerry, prodotto dalla Metro-Goldwyn-Mayer e uscito negli Stati Uniti il 7 aprile 1951. Venne nominato per l'Oscar al miglior cortometraggio d'animazione ai Premi Oscar 1951, perdendolo però a favore di Gerald McBoing-Boing, una produzione UPA.
Il design di Muscolotto, il cugino di Jerry, venne riutilizzato per il personaggio del topo Freddie nel film direct-to-video Tom & Jerry e l'anello incantato. Si tratta di una semplice citazione, e i due personaggi non hanno altro in comune.

## Trama
Al vicolo Hogan il forzuto topo Muscolotto è impegnato a picchiare Butch, Vercingetorige e diversi altri gatti, finché non riceve una lettera da suo cugino Jerry, che gli chiede di aiutarlo contro Tom. Muscolotto parte subito e, arrivato a casa di Jerry, dimostra subito a Tom con chi ha a che fare, mettendogli in bocca uno dei candelotti di dinamite che il gatto stava tirando a Jerry. Tom si allena per diventare più forte, ma tutti i suoi tentativi di liberarsi di Muscolotto sono vani, e l'unico a ricevere dei danni è lo stesso Tom. Il gatto allora chiama un trio di gatti mercenari perché caccino via Muscolotto. Il topo però mette presto i tre fuori combattimento, e li butta fuori di casa. Dopo aver visto la scena, Tom si arrende e si inchina ai piedi di Muscolotto, baciandoglieli. Prima di andarsene, quest'ultimo regala a Jerry dei vestiti uguali ai suoi, così Tom finisce per inchinarsi a Jerry credendo che si tratti del cugino.